# Fotbalový Klub Dukla Praga
El Fotbalový Klub Dukla Praha es un club de fútbol checo de Praga, fundado el 1 de octubre de 1948. Actualmente juega en la Gambrinus liga, la liga de fútbol más importante del país. El equipo disputa sus partidos como local en el Stadion Juliska, que tiene capacidad para 18 000 espectadores. 
El Dukla originalmente fue creado como el club deportivo del ejército checo durante la época comunista en Checoslovaquia. A comienzos de los años 1950 y finales de los 1980 se consagró campeón en once oportunidades de la Primera División de Checoslovaquia y en nueve de la Copa de Checoslovaquia, además de aportar una gran cantidad de jugadores a la selección checoslovaca como Zdeněk Nehoda, Ivo Viktor, Ladislav Novák, Svatopluk Pluskal, Josef Masopust o Pavel Kouba. Tras la desaparición de Checoslovaquia y la independencia de la República Checa, el club sufrió una crisis y una escisión en dos clubes, pero en 2001 el Dukla recuperó su nombre, colores y palmarés original.
El Dukla Praga era parte de un club con muchas otras secciones deportivas, pero esta conexión se extinguió después de la revolución de 1989. Entre ellos destacaban secciones de atletismo, remo, balonmano, pentatlón moderno o ciclismo. Actualmente existen algunas secciones, a menudo bajo el patrocinio de las Fuerzas Armadas checas. Los colores tradicionales del club son el amarillo y el rojo/granate.

## Historia
El club fue formado por las Fuerzas Armadas de Checoslovaquia el 1 de octubre de 1948 con el nombre ATK y logró inmediatamente el ascenso por la vía del play-off a la máxima categoría ante el MZK Pardubice, jugando posteriormente en la temporada de 1948 (la cual acabaron en octavo lugar), única en donde se disputó media temporada, ya que cambió de comenzar en otoño y terminar en invierno, y en la temporada siguiente terminaron en la cuarta posición.
Ganaron su primer título en 1952, la Copa de Checoslovaquia al vencer en la semifinal al XI stavbařů y en la final al Škoda Hradec Králové, teniendo en el equipo a jugadores como Ota Hemele, Václav Pavlis, Karol Dobai, Ladislav Přáda, Ladislav Novák, Jan Hertl y otros. Por su parte, en 1953 consiguieron su primer título de liga.
Su época de gloria fue entre los años 1950 y 60, en donde en el año 1956 cambiaron su nombre por el de Dukla Praha en honor a las fuerzas armadas que participaron en la Segunda Guerra Mundial y en la Batalla de Dukla; en esa temporada lograron el título de la Primera División de Checoslovaquia.

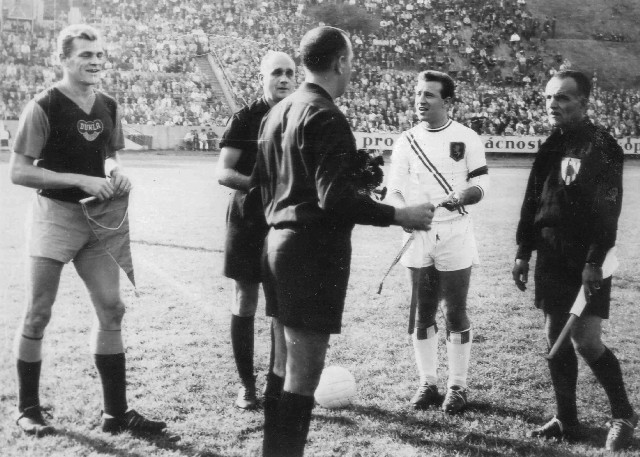
Imagen de los prolegómenos al partido de la Copa de Europa 1963–64 ante el Valletta F.C. en el Stadion Juliska.

En la temporada siguiente clasificaron a la Copa de Europa, enfrentando al Manchester United de Inglaterra, venciéndolo en el debut con marcador de 1-0 (luego perdieron el de vuelta 0-3), mientras que en el torneo de liga se mantuvieron constantes entre los mejores 3 lugares.
Los primeros títulos los obtuvieron bajo el mando de Karel Kolský hasta 1961, cuando su lugar fue ocupado por Jaroslav Vejvoda, el cual ganó el título de liga y de copa en su primera temporada en el cargo, comenzando una racha ganadora que terminó en 1964. En 1962, Josef Masopust ganó el título de Mejor Futbolista Europeo, año en que fue subcampeón del mundo con Checoslovaquia en la Copa Mundial de Fútbol de 1962.
Entre 1962-65, el equipo participó en la Copa de Europa en las cuales fue eliminado en los cuartos de final venciendo a rivales como el CSKA Sofia, Servette FC y el Górnik Zabrze, siendo eliminado posteriormente por Tottenham Hotspur, Benfica, Borussia Dortmund y Real Madrid, respectivamente. Incluso su equipo B era competitivo, al punto en que ganó el título de segunda división, pero no subió a la Primera División por ser un equipo filial.
El club se proclamó campeón de su octavo título de liga en la temporada 1965-66, por lo que se clasificó para la Copa de Europa en 1966-67, eliminando a Esbjerg fB, R.S.C. Anderlecht y al Ajax Ámsterdam, pero fue derrotado en las semifinales por el Celtic FC de Escocia, quien posteriormente resultaría campeón del torneo.
En esta era figuraron jugadores como Ladislav Novák, Svatopluk Pluskal, Josef Masopust, Pavel Kouba, Jaroslav Borovička, František Šafránek y Rudolf Kučera. 

### Torneos en Estados Unidos
Participa en la segunda edición de la International Soccer League, la cual disputaban equipos de la élite mundial y se jugaban en el verano de los Estados Unidos. Jugando bajo un sistema de round robin, obtuvieron los suguientes resultados:
- Dukla – Estrella Roja de Belgrado 4-2
- Dukla – Petah Tikva 7-1
- Dukla – Rapid Viena 6-0
- Dukla – Concordia University 2-2
- Dukla – AS Monaco 2-0
- Dukla – RCD Español de Barcelona 5-1
- Dukla – Shamrock Rovers 4-3 con varios sustitutos en su alineación.

Contaban con un fuerte mediocampo compuesto por Svatopluk Pluskal y Josef Masopust y al goleador Rudolf Kučera y su alineación principal era Kouba - Šafránek, Čadek, Novák - Pluskal, Masopust - Brumovský, Vacenovský, Borovička, Kučera, Jelínek.
La final la disputaron ante el Everton FC de Inglaterra, venciéndolo 7-2, ganaron el título con 8 triunfos en 9 juegos.
Con el dominio de Dukla en el torneo, decidieron modificarlo en las siguientes ediciones, en donde se enfrentaría directamente a los ganadores de grupo. Ganó 3 de esos torneos: al America-RJ en 1962 (1-1 y 2-1), al West Ham United en 1963 (1-0 y 1-1) y al Zagłębie Sosnowiec en 1964 (3-1 y 1-1). Solo no ganó el título en la última edición en 1965 ante el Polonia Bytom tras perder la serie 0-2 y 1-1, terminando con un balance de 11 triunfos, 4 empates y solamente 1 derrota, marcaron 49 goles y recibieron solo 19.

### Década de 1970-80
Con el paso de los años, el Dukla se mantuvo como protagonista en el torneo local, obteniendo 2 títulos de liga y dando a conocer 2 delanteros, Ladislav Vízek y Zdeněk Nehoda, y donde destacó también Ivo Viktor, portero de Checoslovaquia que ganó la Eurocopa de Fútbol de 1976.
Entre 1969-77, el equipo participó en 4 ediciones de la Liga de Campeones de Europa , pero se destacó en la Copa UEFA de 1978/79, en donde fue eliminado en los cuartos de final por el Hertha BSC Berlin por un marcador global de 2-3.

### Disolución de Checoslovaquia, crisis y desaparición
Después de la Revolución de Terciopelo el Dukla, que había dejado de ser el equipo del Ejército, ganó en 1990 la Copa de Checoslovaquia, tras haber pasado las últimas 4 series en penales. Gracias a este triunfo participaron en la Recopa de Europa en la temporada siguiente, siendo eliminados en la segunda ronda por el Dinamo Kiev de la Unión Soviética.
Comenzó la crisis, la cual se iba incrementando con el tiempo, mientras que sus rivales del Sparta Praga adquirían más apoyo comercial. El Dukla buscó tener tanto apoyo como el Sparta, pero su pasado comunista los perseguía.
Tras la disolución de Checoslovaquia, jugaron en la Gambrinus liga de 1993/94, en la cual solamente ganaron 1 partido y fueron descendidos por primera vez en su historia, y por razones financieras descendieron a la tercera división. Sus mejores jugadores en esa etapa fueron Pavel Nedvěd, Karel Rada y Günter Bittengel.
El empresario de origen eslovaco Bohumír Ďuričko intentó salvar al equipo comprando a uno de sus rivales, el FC Příbram, que jugaba en la Segunda División, y fusionando en 1996 a ambos equipos con el nombre de Dukla Příbram. El nuevo propietario trajo una inyección financiera al equipo, que le permitió alcanzar en 1997 la final de la Copa de la República Checa, que perdió ante el Slavia Praga (0-1, con "gol de oro" del Slavia en la prórroga).

### SigloXXI: renacimiento
En el año 2000 el equipo no consiguió alcanzar un acuerdo para jugar en el estadio Na Julisce de Praga (que seguía perteneciendo al Ejército), por lo que se trasladó a Příbram, a unos 60 km de Praga, cambiando su nombre por el de FC Marila Příbram, hoy 1. FK Příbram. El nombre del club profesional desapareció y por medio de acuerdos de delimitación se separan el nombre del equipo profesional como FC Dukla Pribram y FC Dukla Praga, mientras que los equipos juveniles del Dukla operan sin interrupción.
Sin embargo, en 2001 el club consiguió permiso para jugar en el estadio Na Julisce y recuperó los colores históricos del Dukla de Praga y más tarde también su nombre. El nuevo Dukla de Praga comenzó jugando en cuarta división, ascendió en 2007 a la segunda y retornó en 2011 a la primera división checa, donde se ha mantenido en la temporada 2012-2013, en la que quedó clasificado en sexto lugar.

## Nombres
- 1948 - ATK Praha
- 1953 - ÚDA Praha
- 1956 - VTJ Dukla Praha (Vojenská tělovýchovná jednota Dukla Praha)
- 1976 - ASVS Dukla Praha
- 1991 - FC Dukla Praha
- 1994 - FK Dukla Praha
- 1996 - se fusionó con el FC Příbram para crear al FC Dukla Praha (ahora, 1. FK Příbram)
- 2001 - FK Dukla Praha

## Estadio
El Dukla disputa sus partidos como local en el Stadion Juliska en Dejvice, un barrio del distrito 6 de Praga situado al noroeste del centro. De vez en cuando el club utiliza otros estadios, por ejemplo, en 2011 el Dukla utilizó el Stadion Evžena Rošického durante dos partidos debido a las obras de ampliación en Juliska.

## Jugadores

### Plantilla 2024-25
Actualizado el 1 de agosto de 2024

### Jugadores destacados
| - Ladislav Novák - Svatopluk Pluskal - Josef Masopust - Zdeněk Nehoda | - Ivo Viktor - Ladislav Vízek - Pavel Nedvěd - Karel Krejci |

## Palmarés
- Primera División de Checoslovaquia:[12]
  - Campeón (11): 1956, 1958, 1961, 1962, 1963, 1964, 1966, 1977, 1979, 1982
  - Subcampeón (7): 1955, 1959, 1974, 1978, 1980-81, 1983-84, 1987-88

- Copa de Checoslovaquia:[13]
  - Campeón (8): 1961, 1965, 1966, 1969, 1981, 1983, 1985, 1990

- Copa de la República Checa:
  - Campeón (4): 1980-81, 1982-83, 1984-85, 1989-90

- Czech 2. Liga: 
  - Campeón (2): 2010–11, 2023-24

## Participación en competiciones europeas
| Temporada | Competición    | Ronda          | Club                   | Cómputo global           | Ida     | Vuelta     |
| --------- | -------------- | -------------- | ---------------------- | ------------------------ | ------- | ---------- |
| 1955      | Copa Mitropa   | 1/4            | Bologna FC 1909        | 7-2                      | 4-2 (F) | 3-0 (C)    |
| 1955      | Copa Mitropa   | 1/2            | Slovan Bratislava      | 2-2 BW 2-1               | 0-0 (C) | 2-2 (F)    |
| 1955      | Copa Mitropa   | F              | MTK Budapest           | 1-8                      | 0-6 (F) | 1-2 (C)    |
| 1956      | Copa Mitropa   | 1/4            | Vasas Budapest         | 2-4                      | 0-2 (F) | 2-2 (C)    |
| 1957      | Copa Mitropa   | 1/4            | Estrella Roja Belgrado | 2-2 BW 0-1               | 1-1 (F) | 1-1 (C)    |
| 1957/58   | Copa de Europa | 1/8            | Manchester United FC   | 1-3                      | 0-3 (F) | 1-0 (C)    |
| 1958/59   | Copa de Europa | Clasificatoria | Dinamo Zagreb          | 4-3                      | 2-2 (F) | 2-1 (C)    |
| 1958/59   | Copa de Europa | 1/8            | Wiener Sport-Club      | 2-3                      | 1-3 (F) | 1-0 (C)    |
| 1960      | Copa Mitropa   | Grupo          | Wiener Sport-Club      | 3-3 BW 2-1 (T)           | 1-2 (F) | 2-1 (C)    |
| 1961/62   | Copa de Europa | Clasificatoria | CDNA Sofia             | 6-5                      | 4-4 (F) | 2-1 (C)    |
| 1961/62   | Copa de Europa | 1/8            | Servette FC Genève     | 5-4                      | 3-4 (F) | 2-0 (C)    |
| 1961/62   | Copa de Europa | 1/4            | Tottenham Hotspur FC   | 2-4                      | 1-0 (C) | 1-4 (F)    |
| 1962/63   | Copa de Europa | Clasificatoria | ASK Vorwärts Berlin    | 4-0                      | 3-0 (F) | 1-0 (C)    |
| 1962/63   | Copa de Europa | 1/8            | Esbjerg fB             | 5-0                      | 0-0 (F) | 5-0 (C)    |
| 1962/63   | Copa de Europa | 1/4            | SL Benfica             | 1-2                      | 1-2 (F) | 0-0 (C)    |
| 1963/64   | Copa de Europa | Clasificatoria | Valletta FC            | 8-0                      | 6-0 (C) | 2-0 (F)    |
| 1963/64   | Copa de Europa | 1/8            | Górnik Zabrze          | 4-3                      | 0-2 (F) | 4-1 (C)    |
| 1963/64   | Copa de Europa | 1/4            | Borussia Dortmund      | 3-5                      | 0-4 (C) | 3-1 (F)    |
| 1964/65   | Copa de Europa | Clasificatoria | Górnik Zabrze          | 4-4 BW Duisburg: 0-0 (k) | 4-1 (C) | 0-3 (F)    |
| 1964/65   | Copa de Europa | 1/8            | Real Madrid CF         | 2-6                      | 0-4 (F) | 2-2 (C)    |
| 1965/66   | Recopa         | 1R             | Stade Rennais          | 2-0                      | 2-0 (C) | 0-0 (F)    |
| 1965/66   | Recopa         | 1/8            | Honvéd                 | 4-4 u                    | 2-3 (C) | 2-1 (F)    |
| 1966/67   | Copa de Europa | 1R             | Esbjerg fB             | 6-0                      | 2-0 (F) | 4-0 (C)    |
| 1966/67   | Copa de Europa | 1/8            | RSC Anderlecht         | 6-2                      | 4-1 (C) | 2-1 (F)    |
| 1966/67   | Copa de Europa | 1/4            | Ajax                   | 3-2                      | 1-1 (F) | 2-1 (C)    |
| 1966/67   | Copa de Europa | 1/2            | Celtic FC              | 1-3                      | 1-3 (F) | 0-0 (C)    |
| 1969/70   | Recopa         | 1R             | Olympique Marseille    | 1-2                      | 1-0 (C) | 0-2 (F)    |
| 1972/73   | Copa UEFA      | 1R             | OFK Belgrado           | 3-5                      | 2-2 (C) | 1-3 (F)    |
| 1974/75   | Copa UEFA      | 1R             | Pezoporikos Larnaca    | walkover                 |         |            |
| 1974/75   | Copa UEFA      | 2R             | Djurgårdens IF         | 5-1                      | 2-0 (F) | 3-1 (C)    |
| 1974/75   | Copa UEFA      | 1/8            | FC Twente              | 3-6                      | 3-1 (C) | 0-5 (F)    |
| 1977/78   | Copa de Europa | 1R             | FC Nantes              | 1-1 u                    | 0-0 (F) | 1-1 (C)    |
| 1978/79   | Copa UEFA      | 1R             | Lanerossi Vicenza      | 2-1                      | 1-0 (C) | 1-1 (F)    |
| 1978/79   | Copa UEFA      | 2R             | Everton FC             | 2-2 u                    | 1-2 (F) | 1-0 (C)    |
| 1978/79   | Copa UEFA      | 1/8            | VfB Stuttgart          | 5-4                      | 1-4 (F) | 4-0 (C)    |
| 1978/79   | Copa UEFA      | 1/4            | Hertha BSC             | 2-3                      | 1-1 (F) | 1-2 (C)    |
| 1979/80   | Copa de Europa | 1R             | Újpest Dósza SC        | 4-3                      | 2-3 (F) | 2-0 (C)    |
| 1979/80   | Copa de Europa | 1/8            | RC Strasbourg          | 1-2                      | 1-0 (C) | 0-2 nv (F) |
| 1981/82   | Recopa         | 1R             | Rangers FC             | 4-2                      | 3-0 (C) | 1-2 (F)    |
| 1981/82   | Recopa         | 1/8            | FC Barcelona           | 1-4                      | 1-0 (C) | 0-4 (F)    |
| 1982/83   | Copa de Europa | 1R             | Dinamo Bucarest        | 2-3                      | 0-2 (F) | 2-1 nv (C) |
| 1983/84   | Recopa         | 1R             | Manchester United FC   | 3-3 u                    | 1-1 (F) | 2-2 (C)    |
| 1984/85   | Copa UEFA      | 1R             | Videoton SC            | 0-1                      | 0-1 (F) | 0-0 (C)    |
| 1985/86   | Recopa         | 1R             | AEL Limassol           | 6-2                      | 2-2 (F) | 4-0 (C)    |
| 1985/86   | Recopa         | 1/8            | AIK Solna              | 3-2                      | 1-0 (C) | 2-2 (F)    |
| 1985/86   | Recopa         | 1/4            | SL Benfica             | 2-2 u                    | 1-0 (C) | 1-2 (F)    |
| 1985/86   | Recopa         | 1/2            | FC Dynamo Kiev         | 1-4                      | 0-3 (F) | 1-1 (C)    |
| 1986/87   | Copa UEFA      | 1R             | Heart of Midlothian FC | 3-3 u                    | 2-3 (F) | 1-0 (C)    |
| 1986/87   | Copa UEFA      | 2R             | Bayer 04 Leverkusen    | 1-1 u                    | 0-0 (C) | 1-1 (F)    |
| 1986/87   | Copa UEFA      | 1/8            | Internazionale         | 0-1                      | 0-1 (C) | 0-0 (F)    |
| 1988/89   | Copa UEFA      | 1R             | Real Sociedad          | 4-4 u                    | 1-2 (F) | 3-2 (C)    |
| 1990/91   | Recopa         | 1R             | Sliema Wanderers       | 4-1                      | 2-1 (F) | 2-0 (C)    |
| 1990/91   | Recopa         | 1/8            | FC Dynamo Kiev         | 2-3                      | 0-1 (F) | 2-2 (C)    |

## Entrenadores
| - Jiří Zástěra (1948) - Ladislav Ženíšek (1949–51) - Karel Kolský (1952–59) - Bohumil Musil (1959–60) - Jaroslav Vejvoda (1960–66) - Bohumil Musil (1966–68) - Václav Pavlis (1969) - Jaroslav Vejvoda (1970–73) - Josef Masopust (1973–75) - Jaroslav Vejvoda (1976–80) - Ladislav Novák (1980–85) - Jiří Lopata (1985–87) - Jaroslav Jareš (1987–90) - Ivo Viktor (1990–91) - Michal Jelínek (1991–92) | - František Plass (1992) - Jiří Fryš (1992–93) - Dan Matuška (1993) - Svatopluk Bouška (1994) - Radomír Sokol (1995) - Ladislav Škorpil (1995–97) - Eduard Jůs (2001–02) - Jaromír Jarůšek (2002) - Radek Sokol (2003–04) - Jan Berger (2005) - Salem Hebousse (2006) - Günter Bittengel (julio de 2006–diciembre de 2009) - Luboš Kozel (diciembre de 2009–2016) - Jaroslav Šilhavý (2016) - Jaroslav Hynek (2016–) |